# Eastwoodia elegans
Eastwoodia es un género monotípico de plantas herbáceas, perteneciente a la familia Asteraceae. Su única especie, Eastwoodia elegans, es originaria de Norteamérica, donde se distribuye por Estados Unidos.

## Descripción
Es un arbusto redondeado  que suele alcanzar un tamaño de 30-100 cm de altura. Tallo erecto, ramificado, glabro, a menudo resinoso. Hojas caulinares sésiles;  lineares a linear-oblanceoladas, márgenes enteros (ápices agudos). Inflorescencias en forma de corimbos. El involucro hemisférico para acampanado. Tiene un número cromosomático de x = 9.

## Taxonomía
Eastwoodia elegans fue descrita por Townshend Stith Brandegee y publicado en Zoë 4(4): 397–398, pl. 30. 1894.
Etimología
Eastwoodia: nombre genérico otorgado en honor de la botánico estadounidense Alice Eastwood.
elegans: epíteto latino que significa "elegante".